# Kapelle Jarmshagen

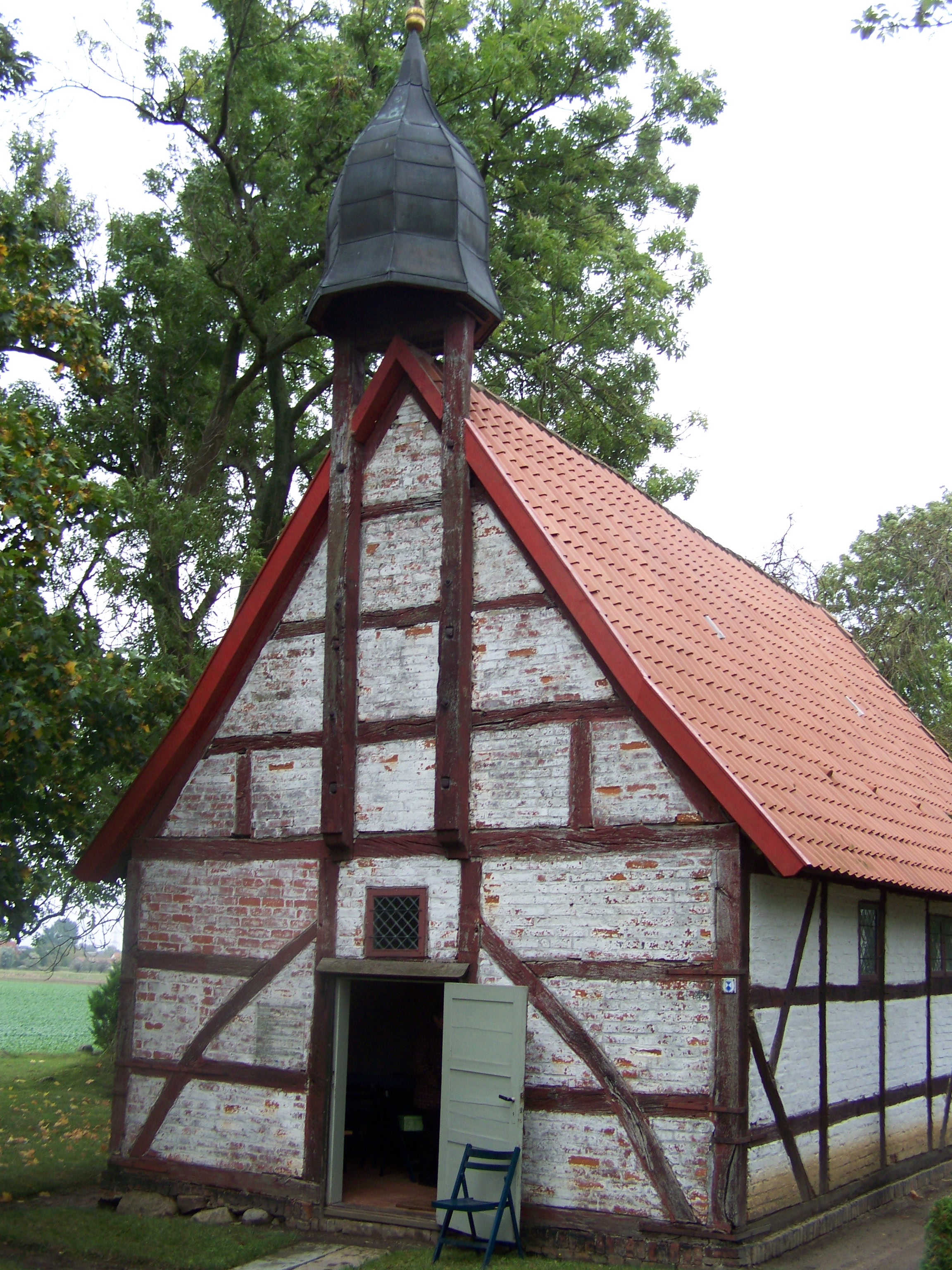
Die Kapelle in Jarmshagen (2009)

Die Kapelle Jarmshagen ist eine aus dem 19. Jahrhundert stammende Kapelle im Ortsteil Jarmshagen der Gemeinde Wackerow.
Die rechteckig angelegte Kapelle wurde um 1800 anstelle eines älteren Vorgängerbaus in Ziegelfachwerk errichtet. An der Ostseite besitzt die Kapelle ein abgewalmtes Satteldach. An der Westseite ist ein Giebelreiter aufgesetzt. Die hoch angeordneten Fenster an den Längsseiten sind gekuppelt.
Die Wetterfahne stammt aus dem Jahr 1800.
Die Kapelle besitzt eine neue, flache Holzdecke. Die Altarschranke stammt aus dem Jahr 1644 und ist mit ausgesägten Balustern versehen. Die aus dem 17. Jahrhundert stammenden Gestühlswangen wurden bei einer Restaurierung 1999 wiederverwendet.
Das Lesepult wurde in der ersten Hälfte des 19. Jahrhunderts gefertigt. Aus der Zeit um 1650 stammt ein Tafelbild mit Abendmahl und Kreuzigung, zwei weitere Gemälde mit Evangelisten aus dem 17. Jahrhundert.
Die evangelische Kirchengemeinde Neuenkirchen und Gristow gehört seit 2012 zur Propstei Demmin im Pommerschen Evangelischen Kirchenkreis der Evangelisch-Lutherischen Kirche in Norddeutschland. Vorher gehörte sie zum Kirchenkreis Greifswald der Pommerschen Evangelischen Kirche.
Die Kapelle ist stark bedroht, da Fäulnis und Pilzbefall dem Holz stark zugesetzt haben.